# Stanley Hodgson
Pour les articles homonymes, voir Hodgson.
Pas d'image ? Cliquez ici

a Compétitions nationales et continentales officielles uniquement.

b Matchs officiels uniquement.
Stanley Arthur Murray Hodgson, né le 14 mai 1928 à Durham (Royaume-Uni) et mort le 25 mars 2015 dans la même ville, est un joueur de rugby à XV anglais. Il joue en équipe d'Angleterre et évolue au poste de talonneur.

## Carrière

### En équipe nationale
Il a honoré sa première cape internationale en équipe d'Angleterre le 16 janvier 1960 contre l'équipe du pays de Galles. Il connaît sa dernière cape le 18 janvier 1964 contre l'équipe du pays de Galles. 
Il participe à la tournée en 1962 des Lions britanniques en Afrique du Sud.

## Palmarès

### En équipe nationale
- 11 sélections en équipe d'Angleterre de 1960 à 1964
- Sélections par année : 4 en 1960, 2 en 1961, 4 en 1962, 1 en 1964
- Tournois des Cinq Nations disputés : 1960, 1961, 1962, 1964